# Kdo je Q
Kdo je Q (v anglickém originále Q Who) je v pořadí šestnáctá epizoda druhé sezóny seriálu Star Trek: Nová generace.
V této epizodě dojde k vůbec prvnímu setkání s Borgy.

## Příběh
Během kontroly posádky USS Enterprise D se kapitán Picard náhle ocitne v raketoplánu mimo dosah lodi, kam jej přenesla téměř všemocná bytost Q. Kapitán se s Q odmítne bavit a požaduje návrat zpět. Nakonec však přislíbí, že jej alespoň vyslechne a Q je oba tedy přenese zpět na Enterprise – do lodního baru. Guinan se dostává s Q do konfrontace, a ten nakonec prozradí, k čemu celé to divadlo bylo: Chce se stát členem posádky a zkoumat s nimi galaxii. Picard jeho nabídku odmítne, a to i tehdy, když tvrdí, že existují bytosti mnohem mocnější, než jsou nepřátelé Federace. Pak přemístí Enterprise mnoho světelných let od její původní pozice do neprozkoumané části galaxie a zmizí. Dat konstatuje, že nejbližší hvězdná základna se nachází dva roky daleko při letu na maximální warp. Rozrušená Guinan Picarda varuje, aby okamžitě zadal kurz domů, ale ten je zvědavý a chce novou oblast prozkoumat.
Poblíž objeví planetu, na které kdysi existovala civilizace a kterou postihl podobný neblahý osud, jako základny Federace poblíž Romulanské neutrální zóny (epizoda „Neutrální zóna“). Brzy dochází k setkání s lodí krychlovitého tvaru, která je několikrát větší, než Enterprise, ale nedaří se s ní navázat kontakt. Guinan varuje Picarda, že tato loď patří kybernetické rase nazývané Borgové, jíž příslušníci její rasy před rokem čelili. Zbylo jen pár přeživších, kteří se rozptýlili po celé galaxii. Proto opět na kapitána naléhá, aby okamžitě odletěli. Přestože lodní štíty jsou aktivní, ve strojovně se materializuje jeden Borg a pokusí se propojit s počítačem Enterprise. Worf a ostatní příslušníci ostrahy jej zneškodní, ale ihned se objeví druhý, který je již proti palbě z phaserů rezistentní. Ten pak dokončí úkol prvního a vrátí se zpět na svou loď.
Borgové brzy Enterprise kontaktují a požadují, aby se vzdala. Picard to odmítne, načež Borgové použijí nějaký druh energetické zbraně, kterou vyvrtají díru do talířovité sekce Enterprise, což stojí život 18 členů posádky. Kapitán přikáže opětovat palbu a zdá se, že to loď Borgů paralyzovalo. Komandér Riker se s výsadkem přenese na borgskou loď, aby se toho o tomto novém nepříteli dozvěděli více. Zjistí, že mezi borgskými vojáky je široké zastoupení nejrůznějších mimozemských druhů a ras, kteří operují výhradně skrz společnou mysl – úl, a že v jejich společenství nic jako individualita neexistuje. Kybernetické implantáty jsou do jejich těl přidávány již od narození. Když výsadek zjistí, že Borgové jsou stále aktivní a že směřují veškeré své úsilí na opravu lodi, Picard přikáže, aby se okamžitě vrátili na Enterprise a nařídí cestu domů na maximální warp. Borgská loď je začne pronásledovat a dohánět. V tom se objeví na můstku Q a varuje Picarda, že Borgové nikdy pronásledování nevzdají. Ten přiznává, že na toto nebezpečí sám nestačí a žádá jej o pomoc. Q přenese Enterprise lusknutím prstů zpět na její poslední pozici v prostoru Federace. Ačkoliv je rád za jeho lekci, vyčítá mu kapitán zmařené životy členů posádky. Q zmizí, ale ještě předtím konstatuje, že Federace by se měla připravit i na taková nebezpečí, jako jsou Borgové. Enterprise se vrátí na hvězdnou základnu k nutným opravám a Guinan Picardovi říká, že Borgové teď o Federaci ví a že na přípravu na jejich příchod zbývají pouhé dva roky.

## Zajímavosti
- Scéna, kde se borgská loď sama od sebe opravuje, byla vytvořena tak, že byl plastový model borgské krychle během natáčení vystaven působení letovací lampy. Tyto záběry byly následně puštěny pozpátku, takže byl vytvořen dojem probíhající opravy.